# Campionat d'Espanya d'enduro 1980
La temporada de 1980 del Campionat d'Espanya d'enduro fou la 1a edició d'aquest campionat (amb aquesta denominació, ja que fins al 1979 rebia el nom de Campionat d'Espanya de Tot Terreny), organitzat per la Reial Federació Motociclista Espanyola. El calendari oficial constava de 6 proves puntuables.

## Classificació final
Font:

### 74cc
| Posició | Pilot            | Motocicleta | Punts |
| ------- | ---------------- | ----------- | ----- |
| 1       | Jordi Monjonell  | Puch        | 97    |
| 2       | Andreu González  | Fantic      | 80    |
| 3       | Josep Puig       | Rieju       | 76    |
| 4       | Ramon Burés      | ?           | 57    |
| 5       | Josep Vila       | Fantic      | 47    |
| 6       | Joan Ciscar      | Puch        | 33    |
| 6       | Toni Casals      | Fantic      | 25    |
| 8       | Bartomeu Quesada | ?           | 12    |
| 9       | Rossend Galobart | Puch        | 11    |
| 10      | Carlos Traviesa  | ?           | 7     |

### 125cc
| Posició | Pilot                | Motocicleta | Punts |
| ------- | -------------------- | ----------- | ----- |
| 1       | Joan Riudalbàs       | SWM         | 122   |
| 2       | Ton Marsinyach       | Ancillotti  | 118   |
| 3       | Josep Maria Pibernat | SWM         | 97    |
| 4       | Josep Vilaró         | Fantic      | 61    |
| 5       | Miquel Vilella       | Fantic      | 39    |
| 6       | Toni Soler           | Fantic      | 12    |

### Superior a 125cc
| Posició | Pilot                      | Motocicleta | Punts |
| ------- | -------------------------- | ----------- | ----- |
| 1       | Carles Mas                 | Montesa     | 166   |
| 2       | Ferran Gil                 | SWM         | 131   |
| 3       | Guillermo Moreno de Carlos | Maico       | 103   |
| 4       | Josep Piella               | SWM         | 102   |
| 5       | Josep Pujol                | Montesa     | 83    |
| 6       | Jordi de Marimon           | Montesa     | 42    |
| 6       | Toni Verdaguer             | ?           | 18    |
| 8       | Ramon Tresserres           | ?           | 12    |
| 9       | Jordi Guinovart            | ?           | 9     |
| 10      | Esteve Soler               | ?           | 8     |

## Trofeu Sènior
Font:

### Superior a 125cc
| Posició | Pilot           | Motocicleta | Punts |
| ------- | --------------- | ----------- | ----- |
| 1       | Jesús Brugués   | SWM         | 111   |
| 2       | Joan Ferrer     | Montesa     | 104   |
| 3       | C. Puigdomènech | Montesa     | 85    |

### 125cc
| Posició | Pilot          | Motocicleta | Punts |
| ------- | -------------- | ----------- | ----- |
| 1       | Joan Canamasas | SWM         | 111   |
| 2       | Xavier Font    | Fantic      | 70    |
| 3       | Jordi Soler    | SWM         | 50    |

### 75cc
| Posició | Pilot          | Motocicleta | Punts |
| ------- | -------------- | ----------- | ----- |
| 1       | Jordi Piferrer | Rieju       | 105   |
| 2       | Daniel Llobet  | Puch        | 96    |
| 3       | Fernando Lavín | Puch        | 69    |